# Takara
Takara Co., Ltd. (株式会社 タ カ ラ) fue una empresa japonesa de juguetes fundada en 1955. En marzo de 2006, la empresa se fusionó con Tomy Co., Ltd. para formar Takara Tomy. El lema de Takara era 遊 び は 文化 」("jugar es cultura").

## Productos

### Juguetes
En 1967, Takara produjo la primera generación de la muñeca Licca-chan, que tenía 21 centímetros de alto y tenía el apellido de Kayama, inspirada por el músico Yuzo Kayama y la actriz Yoshiko Kayama.
En 1975, Takara produjo los juguetes Diaclone, Microman y Micro Change. En 1984, Hasbro renombró la línea de juguetes como "Transformers", lo que hizo que Takara no perdiera el tiempo. Takara continuó vendiendo Microman y la usó como base para la línea de juguetes Micronauts. Micronauts fueron vendidos internacionalmente por Mego Corporation. Otros juguetes transformadores hechos por Takara incluyen Yūsha, Dennō Bōkenki Webdiver y Daigunder. Los juguetes Webdiver y Daigunder podían interactuar con las pantallas de televisión, lo que resultó ser una moda a principios de la década de 2000.
Takara también inventó Battle Beasts, el micrófono de karaoke E-kara, B-Daman y Beyblade. Estos juguetes fueron vendidos o distribuidos internacionalmente por Hasbro. En 1978, Takara desarrolló el Choro-Q, mini autos retráctiles. A nivel internacional, se han vendido como "Penny Racers".

### Software
Takara desarrolló y publicó videojuegos. En la década de 1990, Takara publicó los videojuegos Chibi Maruko-chan. La compañía transfirió (port) algunos de los juegos de arcade basados en SNK Neo Geo para consolas de 8 y 16 bits. Estos incluyeron la serie Fatal Fury y Samurai Shodown. Se vendieron para usar con Sega Genesis,Sega Game Gear, Super Nintendo Entertainment System, Game Boy o Famicom.
En 2003, Takara contribuyó a la producción del juego, Seek-and-Destroy. Takara publicó la serie de juegos de lucha con Gráficos 3D por computadora Battle Arena Toshinden, desarrollada por Tamsoft. Los desarrolladores de juegos pequeños, como Tamsoft, BHE, E-game y KID corp, a veces se omiten de los créditos en el empaque de Takara o en las pantallas de títulos de un juego. También ese año, Takara compró una participación de control en el editor de software que cotiza en bolsa Atlus. Algunas propiedades de Takara fueron autorizadas y publicadas por Atlus.
En 2006, después de la fusión con Tomy, la participación controladora en Atlus fue vendida a Index Holdings, el principal accionista de Takara Tomy. Las licencias de productos de la marca Takara como Licca-chan, Jinsei Game, The Game of Life y Choro-Q fueron devueltas a la división de software de consumo de Takara Tomy. La compañía fusionada también produjo la serie Zoids y Naruto.

### Productos de entretenimiento para la vida
Takara ha fabricado varios aparatos inusuales comercializados como "productos de entretenimiento para la vida". Un ejemplo es BowLingual, que tenía como objetivo traducir los sonidos de los perros al lenguaje humano. El BowLingual fue nombrado como uno de los mejores inventos de 2002 por la revista Time. Véase también Yumemi Kobo (generador de sueños).

### Robots
En 2005, Takara produjo Walkie bits, una tortuga robótica en miniatura colorida y multifunción. fue nombrado el mejor invento de la revista Time en una categoría de robots.

## Mascota
En la década de 1980, la compañía fue criticada por usar una mascota que era un personaje parecido a un golliwog. La mascota se llamaba "Dakko-Chan". Takara reemplazó a la mascota con "Dakko-Chan colorido del siglo XXI", que tenía suficientes características para connotar a la mascota original, pero despojó a los rasgos que trajeron críticas. Por ejemplo, la nueva mascota no siempre fue de color negro.

## Fusión
El 13 de mayo de 2005, Takara y Tomy anunciaron su fusión. Entró en vigencia el 1 de marzo de 2006. En inglés, el nombre oficial de la compañía fusionada es "TOMY Co. Ltd." mientras que en Japón el nombre legal de la compañía es "KK Takara-Tomy" (株式会社 タ カ ラ ト ミ ー). TYO: 7867 Archivado el 12 de mayo de 2019 en Wayback Machine..
Al decidir sobre el nuevo nombre de la compañía fusionada, "Takara" se usó para su reconocimiento internacional de marca y "Tomy" se usó porque era una marca confiable de productos infantiles y preescolares en Japón.
Si bien la ley comercial japonesa permite una amplia libertad en la traducción de nombres corporativos japoneses a nombres oficiales en inglés, la compañía fusionada dio el paso inusual de adoptar "TOMY Company, Ltd." como su inglés oficial, mientras usa "KK Takara-Tomy" (株式会社 タ カ ラ ト ミ ー) TYO: 7867 (enlace roto disponible en Internet Archive; véase el historial, la primera versión y la última). en Japón.
Tanto Takara como Tomy tenían licencias para localizar y distribuir productos Hasbro en Japón. Los productos incluyen "The Game of Life", muñecas Blythe , Magic: The Gathering, juegos de cartas coleccionables Duel Masters de Takara y Monopoly, Furby, Super Soaker y Play-Doh de Tomy.